# Aedes zoosophus
Aedes zoosophus är en tvåvingeart som beskrevs av Dyar och Frederick Knab 1918. Aedes zoosophus ingår i släktet Aedes och familjen stickmyggor. Inga underarter finns listade i Catalogue of Life.